# Thoroton
Thoroton es una pequeña parroquia inglesa en el burgo de Rushcliffe, Nottinghamshire, con una población de 112. El pueblo tiene el estado de área protegida. Su iglesia es un monumento clasificado de Grado I.

## Geografía
Thoroton se sitúa a lo largo de las orillas del río Smite, aproximadamente 15 millas (24 km) al este de Nottingham, 4 millas (6.4 km) al noreste de Bingham y adyacente a Scarrington, Hawksworth, Sibthorpe, Orston y Aslockton. Está limitada por una calzada originalmente romana, la Fosse Way – A46 – 3 millas (4.8 km) al oeste, la A1 3 millas (4.8 km) al este, y la A52 2 millas (3.2 km) al sur.
Thoroton pertenece al Consejo del Burgo de Rushcliffe (Rushcliffe Borough Council en inglés). Desde diciembre de 2019, la parlamentaria del área de Rushcliffe, a la cual pertenece Thoroton, es la conservadora  Ruth Edwards.

## Patrimonio
Thoroton obtuvo el estado de área protegida en 1974. Está bajo la jurisdicción de la medieval Iglesia de Santa Helena (St Helena's Church en inglés), la cual es un monumento clasificado de Grado I. Se ofrece misa una vez al mes.
El nombre del lugar parece contener un nombre personal del nórdico antiguo, Þurferð + tūn (inglés antiguo), un recinto; una granja; un pueblo; una finca; por ello "Granja de un hombre llamado Thurferth". Hay 19 localidades similares (nombre personal escandinavo seguido por tūn ) en Nottinghamshire, todos ellos en la encuesta Domesday, y aparentemente todos son pueblos antiguos.
Charles Falconer, Barón Falconer de Thoroton toma su nombre de parte del nombre de su esposa, cuyo hogar familiar está cerca de Thoroton. Los Falconer también poseen propiedades en el pueblo, lo cual es permitido. [cita requerida]

## Transporte
Thoroton cuenta con autobuses a Bottesford, Bingham y pueblos cercanos los martes, y a Newark-on-Trent, Bottesford y pueblos cercanos los miércoles.
La estación de ferrocarril más cercana está en Aslockton (2.2 millas/3.5 km). Ofrece servicios regulares entre Nottingham y Grantham o Skegness.

## Comodidades
La escuela primaria más cercana al pueblo está en Orston (2 millas/3.5 km). La educación secundaria está disponible en Bingham y Newark-on-Trent.
Hay tiendas, servicios médicos y demás en Newark-on-Trent (9 millas/14.5 km), Bingham (6 millas/10 km) y Bottesford (5 millas/8 km). Los pubs más cercanos son el Cranmer Arms en Aslockton (2 millas/3.2 km) y el Durham Ox en Orston. Ambos sirven comidas, de igual manera que la cafetería Limehaus de Orston. Hay alojamiento disponible en Bingham y Elton on the Hill (4 millas/6.5 km).